# Even If It Kills Me
Even If It Kills Me è il terzo album discografico in studio della band pop-punk statunitense Motion City Soundtrack, pubblicato nel 2007.

## Tracce
1. Fell in Love Without You – 2:31
2. This Is for Real – 3:10
3. It Had to Be You – 3:48
4. Last Night – 3:17
5. Calling All Cops – 3:24
6. Can't Finish What You Started – 3:56
7. The Conversation – 2:50
8. Broken Heart – 3:01
9. Hello Helicopter – 4:23
10. Where I Belong – 3:23
11. Point of Extinction – 2:39
12. Antonia – 3:16
13. Even If It Kills Me – 3:51

## Formazione
Gruppo
- Justine Pierre - voce, chitarra
- Joshua Cain - chitarra, cori
- Matthew Taylor - basso, percussioni, piano, cori
- Tony Thaxton - batteria
- Jesse Johnson - moog, tastiere

Collaboratori
- Max Bemis, Shawn Harris, Rachel Minton - voce
- Adam Schlesinger - piano
- Ric Ocasek - tastiere